# Голицын, Алексей Андреевич
Алексе́й Андре́евич Голи́цын, князь  (1632 — 9 марта 1694) — русский государственный деятель, рында, первый чашник, комнатный стольник, голова, наместник, воевода и боярин во времена правления Алексея Михайловича, правительницы Софьи Алексеевны, Ивана V и Петра I Алексеевичей.
Основатель ветви «Алексеевичей» князей Голицыных.
Третий сын боярина и воеводы князя Андрея Андреевича Голицына (ум. 1638) и Евфимии Юрьевны Пильемовой, урождённой Писемской (ум. 1641), дочери московского дворянина Юрия Григорьевича Пильемова (? — 27.03.1611) и девицы Анастасии Алексеевны Писемской (? — не ранее 1636), дочери Алексея Андреевича Писемского. Братья — князья Василий Голицын (1624/25 — 1652), стольник, Иван Голицын (ум. 1680), боярин и воевода, и Михаил Голицын (1638/39—1687), боярин и воевода.

## Биография
Родился в 1632 году. С 1649 по 1663 год служит в чине комнатного стольника, сохранилось много дворцовых разрядов с его участием по обслуживанию Государя на различных мероприятиях, включая военные походы. В феврале 1650 года в крестины царевны Евдокии Алексеевны «наряжал вина» за государевым столом.
В 1651 году назван «ближним человеком» царя Алексея Михайловича. В 1652 году упоминается в чине чашника, затем был пожалован в стольники. В 1654 году от Государя ездил со столом к грузинскому царевичу Николаю, в мае ездил третьим есаулом за Государём, в походе против польского короля. В 1655 году второй есаул в Государевом полку в походе из Смоленска против поляков. В 1656 году первый рында в ферезе с топором при представлении Государю на отпуске польских посланников в Золотой палате. В мае этого же года голова из комнаты третьей сотни стольников в Государевом полку в походе из Смоленска под Ригу против шведского короля. В ноябре 1657 года обедал с государём в Полоцке. В июне 1658 года голова первой сотни стольников при встрече за Серпуховскими воротами грузинского царя Теймураза, сопровождал его в Веденский переулок до приготовленного для царя двора, в этом же году получил сан боярина. В сентябре 1662 года рында перед Государём, ехал с государевым саадаком в Троице-Сергиев монастырь, в этом же году по дворцовым росписям не менее пяти раз упоминается по выполнению обязанностей стольника.
Из стольников 14 (24) февраля 1664 года пожалован в чин боярина. В 1664 — 1667 годах первый воевода в Тобольске. Известны несколько «отписок», как самого воеводы, так и «памятей» для него из Посольского приказа или сказок служилых людей. В 1670—1673 воевода в Казани.
В 1674—1677 годах — первый воевода в Киеве. Его товарищами (заместителями) были стольник князь Яков Васильевич Хилков и окольничий Матвей Степанович Пушкин. Вместе с назначением воеводой в Киеве был пожалован почётным званием «наместника болгарского» для ведения посольских дел. Упоминается источниками на воеводстве в Киеве в связи с попытками запорожского кошевого атамана Ивана Серко оправдаться перед русским царем Алексеем Михайловичем в своей дружбе с правобережным гетманом Петром Дорофеевичем Дорошенко. Осенью 1675 года переяславский полковник Войца Сербин отправил к киевскому воеводе князю Алексею Андреевичу Голицыну донос на Ивана Серко, в котором сообщал, что кошевой атаман ездил к П. Доршенко в Чигирин и после встречи с гетманом, богато одаренный им, несколько дней гулял там со своими казаками.
В 1681— 1682 годах вторично находился на воеводстве в Тобольске. Возвратясь в Москву получил от Государя похвальную грамоту и милостивое слово. В январе 1682 года одиннадцатый в Боярской думе, подписал Соборное уложение об отмене местничества. При царях Иване V и Петре I Алексеевичах показан третьим бояриным. В августе 1690 года произнёс речь к Государям в Успенском соборе при постановлении патриарха Андриана.
В исторических документах, без указания дат, отмечается его главное начальство в Москве во время отъездов Государя из столицы, произнесение речей в Успенском соборе и во время выхода Государей в Соборы Московского кремля (1691 и 1692),
Умер 9 марта 1694 года.

## Семья
Женат на княжне Ирине Фёдоровне Хилковой (ум. 1698), дочери князя Фёдора Андреевича Хилкова (ум. 1657), от брака с которой имел шесть сыновей и двух дочерей.

### Дети
- Князь Дмитрий Алексеевич Голицын (ум. 1672), ближний стольник
- Князь Яков Алексеевич Голицын (1649—1696), стольник (1674)
- Князь Борис Алексеевич Голицын (1651—1714), государственный деятель и воспитатель царя Петра I Алексеевича
- Князь Иван Алексеевич Голицын (1658—1729), комнатный стольник царя Ивана V Алексеевича (1684); жена — Анастасия Петровна Прозоровская
- Князь Пётр Алексеевич Голицын (1660—1722), комнатный стольник царя Петра I Алексеевича, дипломат, президент Коммерц-коллегии
- Князь Фёдор Алексеевич Голицын (1668—1736), ближний комнатный стольник царя Ивана V Алексеевича, затем генерал-майор и адмирал-инспектор; был женат на дочери Я. И. Лобанова-Ростовского, Ирине Яковлевне (19.04.1684 — 17.08.1758)
- Княжна Евдокия Алексеевна Голицына, жена князя Степана Васильевича Ромодановского
- Княжна Аграфена Алексеевна Голицына, жена царевича Сибирского Калиника Джанчиюровича (ум. 1686)